# Estivals
Estivals é uma comuna francesa na região administrativa da Nova Aquitânia, no departamento de Corrèze. Estende-se por uma área de 8,88 km². Em 2010 a comuna tinha 129 habitantes (densidade: 14,5 hab./km²).